# Diaspora kurde
La diaspora kurde correspond aux populations kurdes vivant à l'extérieur du Kurdistan.

## Par pays

### Canada
Lors du recensement de 2016, 16 315 personnes affirment avoir des origines kurdes au Canada. La cinéaste Zaynê Akyol (née en 1987) est d'origine kurde.

### Suède
La communauté kurde en Suède compte environ 100 000 personnes en 2022. Plusieurs membres de la diaspora kurde siègent au Riksdag, le parlement suédois, avec par exemple six élus lors des élections législatives de 2018.